# Christoffer Svensson
Christoffer Svensson, född 16 november 1983 i Stockholm, är en svensk skådespelare.
Sedan 2014 tillhör han Dramatens fasta ensemble efter att ha medverkat i uppsättningar av bland annat Den girige och Utvandrarna.

## Teater

### Roller (ej komplett)
| År   | Roll                              | Produktion                                                                | Regi                 | Teater          |
| ---- | --------------------------------- | ------------------------------------------------------------------------- | -------------------- | --------------- |
| 1997 | Nonno                             | Mio, min Mio Astrid Lindgren                                              | Hans Klinga          | Dramaten        |
| 1999 | Pojke (inhopp)                    | Kranes konditori Cora Sandel                                              | Agneta Ehrensvärd    | Dramaten        |
| 2000 | Sune                              | Sopan Sune                                                                | Pernilla Glaser      | Folkparkerna    |
| 2004 | Limp-Åke                          | Nancy Viktoria                                                            |                      |                 |
| 2005 | Polarn                            | Grodorna                                                                  |                      |                 |
| 2005 | På vägen till havet               |                                                                           |                      |                 |
| 2005 | Martin                            | Våld                                                                      |                      |                 |
| 2006 | Paul Morrissey                    | Valerie Jean Solanas ska bli president i Amerika Sara Stridsberg          | Klaus Hoffmeyer      | Dramaten        |
| 2007 | Allan                             | Dödsdansen I & II August Strindberg                                       | John Caird           | Dramaten        |
| 2007 | Love                              | H2O+NACL+AU=LOVE Christina Gottfridsson                                   | Anette Norberg       | Dramaten        |
| 2008 | Ed                                | Blästrad Mats Kjelbye                                                     | Magnus Ehrner        | Dramaten        |
| 2008 | Dudinslav                         | Kung Ubu (Ubu Roi) Alfred Jarry                                           | Karl Dunér           | Dramaten        |
| 2009 | Fenton                            | Muntra fruarna i Windsor (The Merry Wives of Windsor) William Shakespeare | John Caird           | Dramaten        |
| 2009 |                                   | Hantverkarna (Håndværkerne) Line Knutzon                                  | Gösta Ekman          | Dramaten        |
| 2009 | Cleante                           | Den girige (L'Avare) Molière                                              | Gösta Ekman          | Dramaten        |
| 2010 | Ferdinand                         | Stormen (The Tempest) William Shakespeare                                 | John Caird           | Dramaten        |
| 2011 | Romeo                             | Romeo och Julia (The Tragedy of Romeo and Juliet) William Shakespeare     | John Caird           | Dramaten        |
| 2012 | Grimm                             | Rövare (Die Räuber) Friedrich Schiller                                    | Jens Ohlin           | Dramaten        |
| 2012 | Love                              | Dissekering av ett snöfall Sara Stridsberg                                | Tatu Hämäläinen      | Dramaten        |
| 2014 | Robert                            | Utvandrarna                                                               | Mats Ek              | Dramaten        |
| 2014 | Konstantin                        | Måsen (Чайка, Tjajka) Sara Stridsberg                                     | Vibeke Bjelke        | Dramaten        |
| 2015 | Erik                              | Skuggland Sara Stridsberg                                                 | Lena Endre           | Dramaten        |
| 2015 | Daniel                            | Klanen Sara Stridsberg                                                    | Nina Raine           | Dramaten        |
| 2016 | Cleante                           | Den girige (L'Avare) Molière                                              | Gösta Ekman          | Dramaten        |
| 2017 | Gido Gitarr Gorillan Teodor       | Det blåser på månen (The Wind on the Moon) Eric Linklater                 | Ellen Lamm           | Dramaten        |
| 2017 | Woodnut                           | The Nether Jennifer Haley                                                 | Lena Endre           | Dramaten        |
| 2018 | Joe                               | Angels in America Tony Kushner                                            | Farnaz Arbabi        | Dramaten        |
| 2020 | Hades                             | Orfeus och Eurydike Magnus Lindman                                        | Örjan Andersson      | Kungliga Operan |
| 2020 |                                   | Berusade (Пьяные, P'yanyye) Ivan Vyrypaev                                 | Tobias Theorell      | Dramaten        |
| 2021 |                                   | Den yttersta minuten Mattias Andersson                                    | Mattias Andersson    | Dramaten        |
| 2022 | Pablo Gonzales                    | Linje Lusta (A Streetcar Named Desire) Tennessee Williams                 | Stefan Larsson       | Dramaten        |
| 2022 |                                   | Galileis liv (Leben des Galilei) Bertolt Brecht och Margarete Steffin     | Carolina Frände      | Dramaten        |
| 2024 | Juan                              | Yerma Federico García Lorca                                               | Lisaboa Houbrechts   | Dramaten        |
| 2024 |                                   | Kärlek på svenska Irena Kraus och Nadja Weiss                             | Nadja Weiss          | Dramaten        |
| 2024 | Noah Återvändare Vicesheriff Vakt | Vredens druvor (Grapes of Wrath) John Steinbeck                           | Mina Salehpour       | Dramaten        |
| 2025 |                                   | Papporna Alexandra Pascalidou                                             | Alexander Salzberger | Dramaten        |

## TV
- 2000 – Brottsvåg, "Mattias Grip"
- 2002 – Bella bland kryddor och kriminella, "Tobias"
- 2002 – Skeppsholmen (TV-serie), "Daniel"
- 2003 – En ö i havet (TV-serie), "Sven"
- 2004 – Livet enligt Rosa, "Magnus"
- 2006 – Brandvägg (miniserie) (Wallander), "Jonas"
- 2006 – Virus, "Jakobsson"
- 2007 – Svensson, Svensson, "Joakim" (gästroll)
- 2011 – Gustafsson 3 tr, "Johnny"
- 2012 – Torka aldrig tårar utan handskar (TV-serie), "Bengt"

## Film
- 2001 – En förälskelse "Magnus"
- 2002 – Viktor och hans bröder "Jakob"
- 2005 Heartbreak Hotel, "Mattias"
- 2005 Livet enligt Rosa, "Magnus"
- 2007 Den nya människan (2007), "Axel"
- 2007 Dödsdansen (tv-insp.), "Allan"
- 2013 Ego
- 2014 En levande själ